# Imprimatur

L'imprimatur (littéralement : qu'il soit imprimé !) est une autorisation officielle de publier, donnée par une autorité de l'Église catholique. Elle est décrite dans le droit canonique, et donnée par l'ordinaire du lieu (l'évêque) où le livre est imprimé. Elle a pour origine la bulle pontificale Inter sollicitudines de 1515.
L'imprimatur de l'Église catholique contient un à trois cachets, chacun suivi d'une signature : imprimi potest, nihil obstat, et imprimatur.

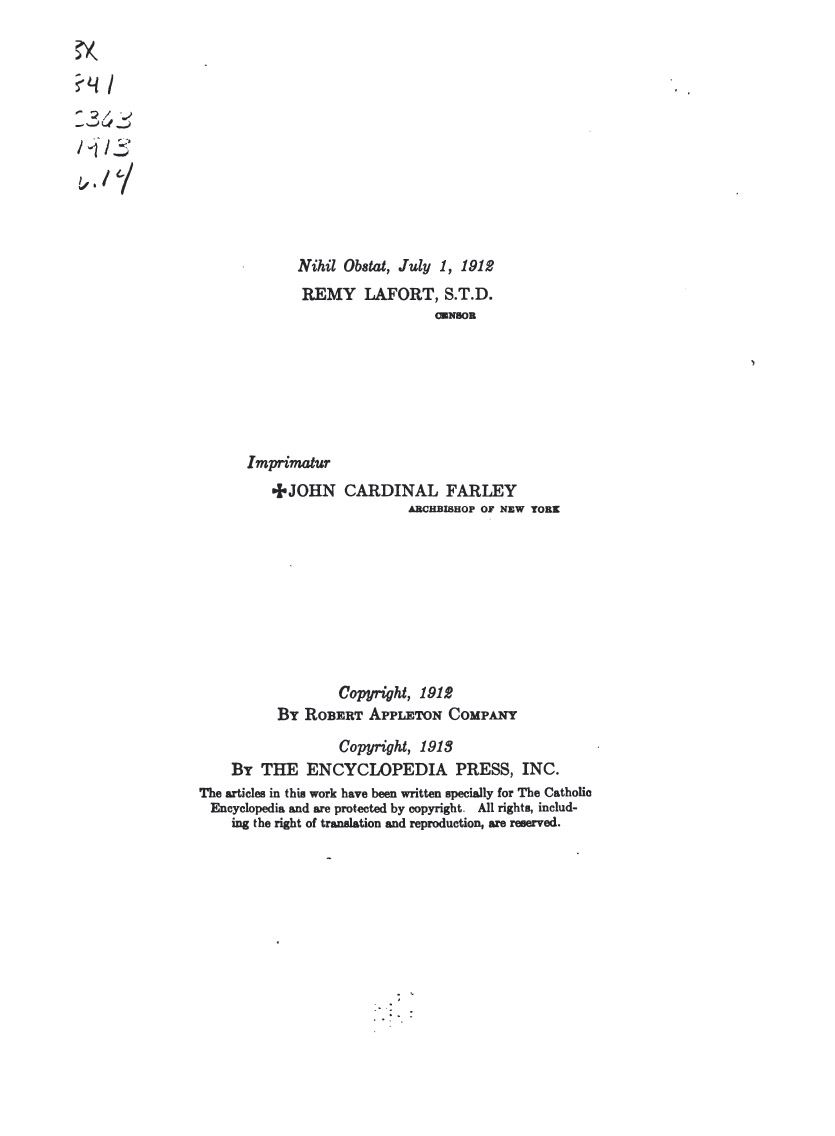
Nihil obstat et imprimatur.

## Œuvres soumises à l’imprimatur
Les sections 822 à 832 (Les moyens de communication sociale et en particulier les livres) du droit canonique moderne précisent quelles sont les œuvres nécessitant une permission d'imprimer (l'imprimatur). Il s'agit de textes religieux (livres de prière, livres liturgiques, catéchismes, bibles, livres de théologie ou de droit canonique, livres d'histoire ecclésiastique, livres d'instruction religieuse), ou traitant de questions religieuses ou morales (lorsqu'ils sont distribués dans des lieux de culte), ou des réimpressions de publications de l'autorité ecclésiastique locale. Le but est de « préserver l'intégrité de la foi et des mœurs ».
Le droit canonique permet également à l'ordinaire local de demander que certains autres types d'écrits soient soumis à son examen.

## Imprimi potest
Imprimi potest (peut être imprimé) indique, dans le cas d'une œuvre écrite par le membre d'un institut religieux, que sa publication a été autorisée par le supérieur majeur de l'écrivain, ou par son représentant. Anciennement on voyait plus souvent la mention équivalente Cum permissu superiorum (avec la permission des supérieurs).

## Nihil obstat
Nihil obstat (rien ne s'y oppose) est une approbation officielle donnée par un censeur (le censor librorum) délégué de l'Église catholique romaine pour éditer un travail traitant de la foi, de la morale, de la liturgie, un livre de prière ou encore traitant des Saintes Écritures, l'auteur étant généralement un membre du clergé ou d'un ordre religieux. La mention signifie ainsi que la publication est exempte d'erreur doctrinale et n'est pas contraire à la morale catholique.
« Par extension et plaisamment, « Mettre son nihil obstat à quelque chose », ne pas s'y opposer, ne pas y faire obstacle. » Dictionnaire de l'Académie française, 9e édition.

## Imprimatur
Imprimatur (qu'il soit imprimé) indique que l'œuvre a été autorisée à la publication par l'ordinaire  du diocèse, ou une autre autorité ecclésiastique. Il garantit qu'elle ne contient aucun élément contraire à la foi ou la morale catholique. Il n'indique pas que l'évêque est en accord avec son contenu, ni que celui-ci est exact ou même impartial.
Ces autorisations sont indiquées sur une des premières pages de l'œuvre (au verso du titre ou du faux-titre), le plus souvent accompagnés de la date et du lieu de chaque signature, à l'instar de nombreux documents légaux.

## Sources
- (en) Faith Facts: Nihil Obstat and Imprimatur, Catholics United for the Faith « lire en ligne »(Archive.org • Wikiwix • Archive.is • Google • Que faire ?)
- Code de droit canonique, sections 822-832 lire en ligne